# Cantó de Bracieux
El cantó de Bracieux és un cantó francès del departament de Loir i Cher, situat al districte de Blois. Té 13 municipis i el cap és Bracieux.

## Municipis
- Bauzy
- Bracieux
- Chambord
- Crouy-sur-Cosson
- Fontaines-en-Sologne
- Huisseau-sur-Cosson
- Maslives
- Mont-près-Chambord
- Muides-sur-Loire
- Neuvy
- Saint-Dyé-sur-Loire
- Saint-Laurent-Nouan
- Tour-en-Sologne

## Història
| Data d'elecció                           | Identitat          | Partit                     | Qualitat |
| ---------------------------------------- | ------------------ | -------------------------- | -------- |
| 1945-1955                                | Francis Cortambert | SFIO                       |          |
| 1955-1973                                | Jean Denis         | radical                    |          |
| 1973-1979                                | Robert Ziller      | UDR, després RPR           |          |
| 1979-1998                                | Michel Lhommède    | PCF, després divers gauche |          |
| 1998-                                    | Gilles Clément     | Divers gauche              |          |
| les dades anteriors no són pas conegudes |                    |                            |          |
|                                          |                    |                            |          |

## Demografia
| A partir de 1990: Població sense dobles comptes |